# Iglesia de Nuestra Señora de Muslera

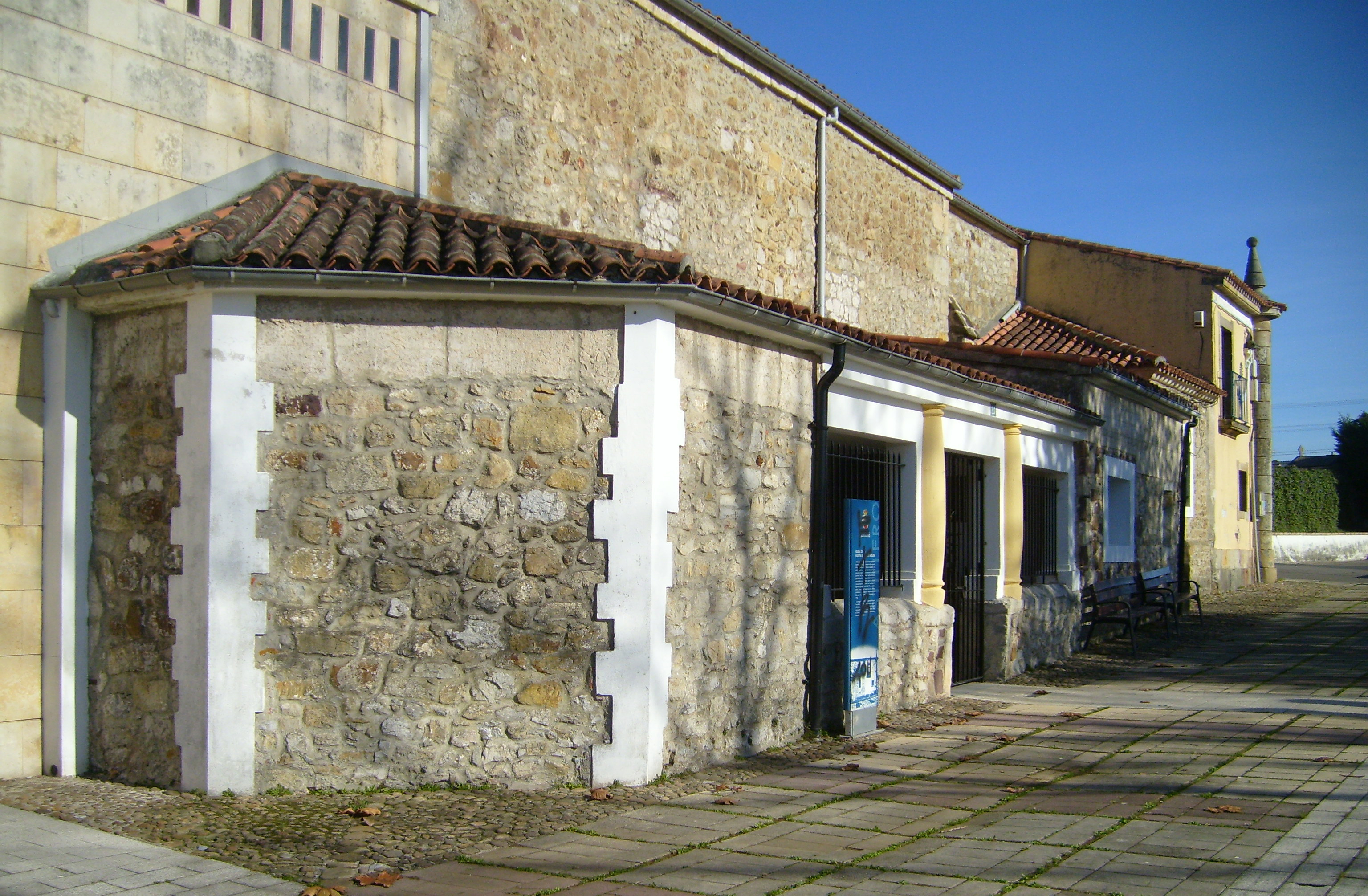
Entrada al templo.

La iglesia de Nuestra Señora de Muslera, situada en la localidad de Guarnizo, perteneciente al municipio cántabro de El Astillero, es una iglesia cuyo origen se remonta al siglo IX y está dedicada a la Virgen de Muslera, patrona de la localidad desde 1947. Junto al ábside de la iglesia se encuentra la Residencia de los intendentes del Real Astillero de Guarnizo, que es un edificio del siglo XVII y que actualmente es un albergue para peregrinos. Previamente albergó el Museo del Real Astillero de Guarnizo.

## Historia
En la Edad Media se construyó un santuario, del que no se conserva ningún resto, en la loma que dominaba Guarnizo, llamado Nuestra Señora de Sobelías y que recibió su actual nombre cuando la imagen de Nuestra Señora de Muslera fue trasladada desde una iglesia de Pontejos. Se tiene constancia de este templo a mediados del siglo IX, ya que el rey Ordoño I lo donó en su testamento a la diócesis de Oviedo, aunque bien se pudo referir a la iglesia de Pontejos. El 18 de marzo de 1068, Sancho II de Castilla lo entregó, junto al Santuario de Nuestra Señora de Latas, a la diócesis de Oca y en 1184 pasó a la diócesis de Burgos, junto a los templos de Asturias de Santillana y de otras comarcas limítrofes. A partir de 1419, los jerónimos del Monasterio de Corbán se hicieron cargo del templo, aunque esta decisión no fue bien aceptada por los habitantes de Guarnizo, que iniciaron una serie de pleitos que persistieron durante varios siglos.
A principios de 1992 se produjo una excavación arqueológica cuyo objetivo era determinar la fecha en que se construyó y ver el impacto que había tenido el Real Astillero tanto en la iglesia como en Guarnizo. En el ábside, que es la zona más antigua de la iglesia, se hallaron dos muros superpuestos que delimitaban el altar del edificio primitivo y varias fosas con restos humanos excavadas en la arenisca, cuyos cuerpos tenían la cabeza hacia los pies de la iglesia; también se hallaron restos humanos en la nave central. Se descubrió cerámica de entre los siglos XIV y XVIII, monedas, collares, medallas y rosarios.

## Descripción

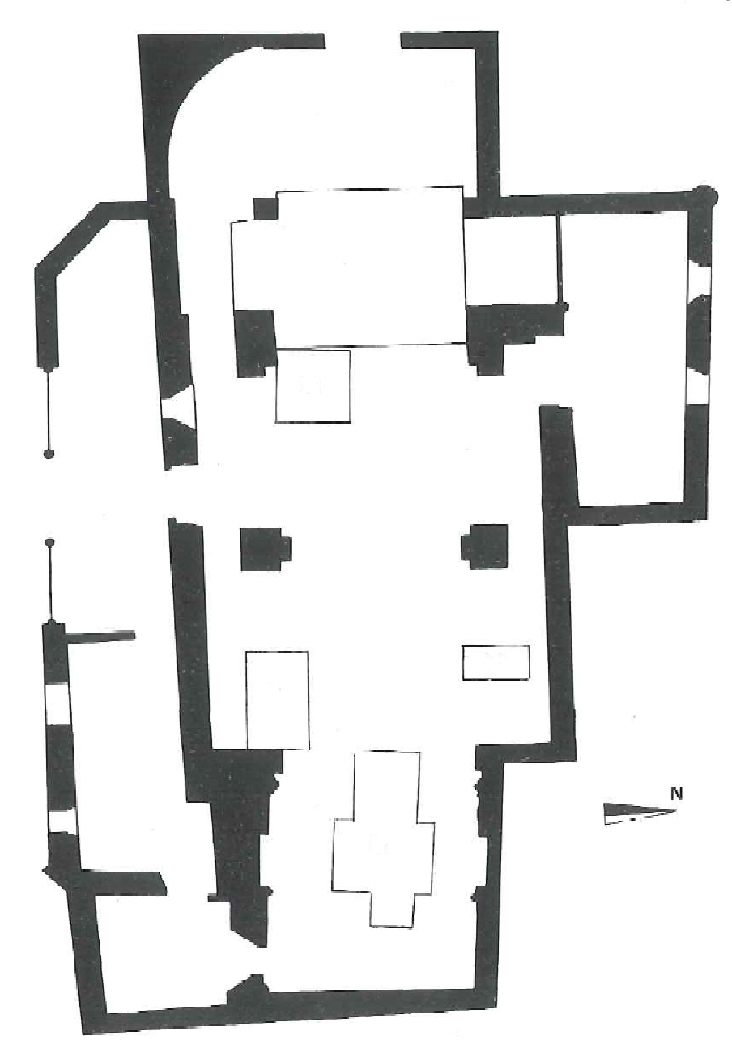
Planta actual de la Iglesia de Nuestra Señora de Muslera.

Al hacerse cargo los jerónimos del Monasterio de Corbán, reformaron el templo: se elevó la altura y se cubrió con una bóveda de crucería de ocho nervios, apoyados en capiteles figurados. Los dos capiteles más cercanos al arco triunfal tienen relieves que representan a dos figuras sosteniendo un escudo de la Orden de los Jerónimos, un león rampante coronado con un sombrero clerical, y en el resto de capiteles con relieves está representada Santa Catalina, vestida de princesa y aparece con la rueda dentada como instrumento de su martirio. Con posterioridad, siglo XVII, se le añadió el actual cuerpo central, debido al aumento de habitantes que se produjo con la creación del Real Astillero de Guarnizo y su posterior consolidación a mediados del siglo XVII. A finales del siglo XX fue restaurada y ampliada.
En el siglo XVII se instaló el retablo mayor, que fue reformado en el siglo XIX, período del que procede su actual policromía, y que se estructura en un ático coronado por un frontón semicircular bajo el que se disponen tres calles flanqueadas por columnas de fuste liso y capitel compuesto, la hornacina del ático está ocupada por una copia de la Virgen de la Bien Aparecida. En la calle central hay una imagen gótica de madera policromada de Nuestra Señora de Muslera de la Baja Edad Media y en las calles laterales se encuentran una imagen de San José y otra de la Virgen María, sobre las que se sitúan relieves de Santa Catalina, en alusión al monasterio de Corbán, y de San Jerónimo, representado semidesnudo y acompañado de sus atributos: un león, un libro, una calavera y un sombrero.

## Imagen
La imagen de Nuestra Señora de Muslera ha sufrido varios retoques, se le quitó el Niño que estaba sentado sobre su regazo para poder vestir la imagen con mantos y la cabeza fue retocada para ponerla una peluca y añadirla un vástago con el fin de poder poner una corona. La representación tuvo en su origen una gran devoción, sobre todo en habitantes del Valle de Camargo y de Villaescusa, aparte de los habitantes de El Astillero, aunque ha ido perdiendo fieles a medida que se establecían personas de otras localidades en estos municipios. Antiguamente, los habitantes de Villaescusa llegaban al santuario cruzando la ría de Solía en barcos adornados con motivos florales para celebrar la festividad, el 15 de agosto.
A la imagen se le atribuye haber aparecido en una red de pescadores que la trasladaron al santuario de Pontejos. Testimonios de la época afirman que la imagen se pasó por milagro a Guarnizo cuando fue testigo del pecado cometido por una monja, que se encargaba de la ermita, al haber tenido relaciones sexuales con un hombre llamado Perión, también se la atribuyen curaciones y milagros, como en 1678, cuando se puso a la Virgen en la popa de un navío que no podía botarse y la embarcación se deslizó sin haber gente en el barco.

## Residencia de los intendentes del Real Astillero de Guarnizo

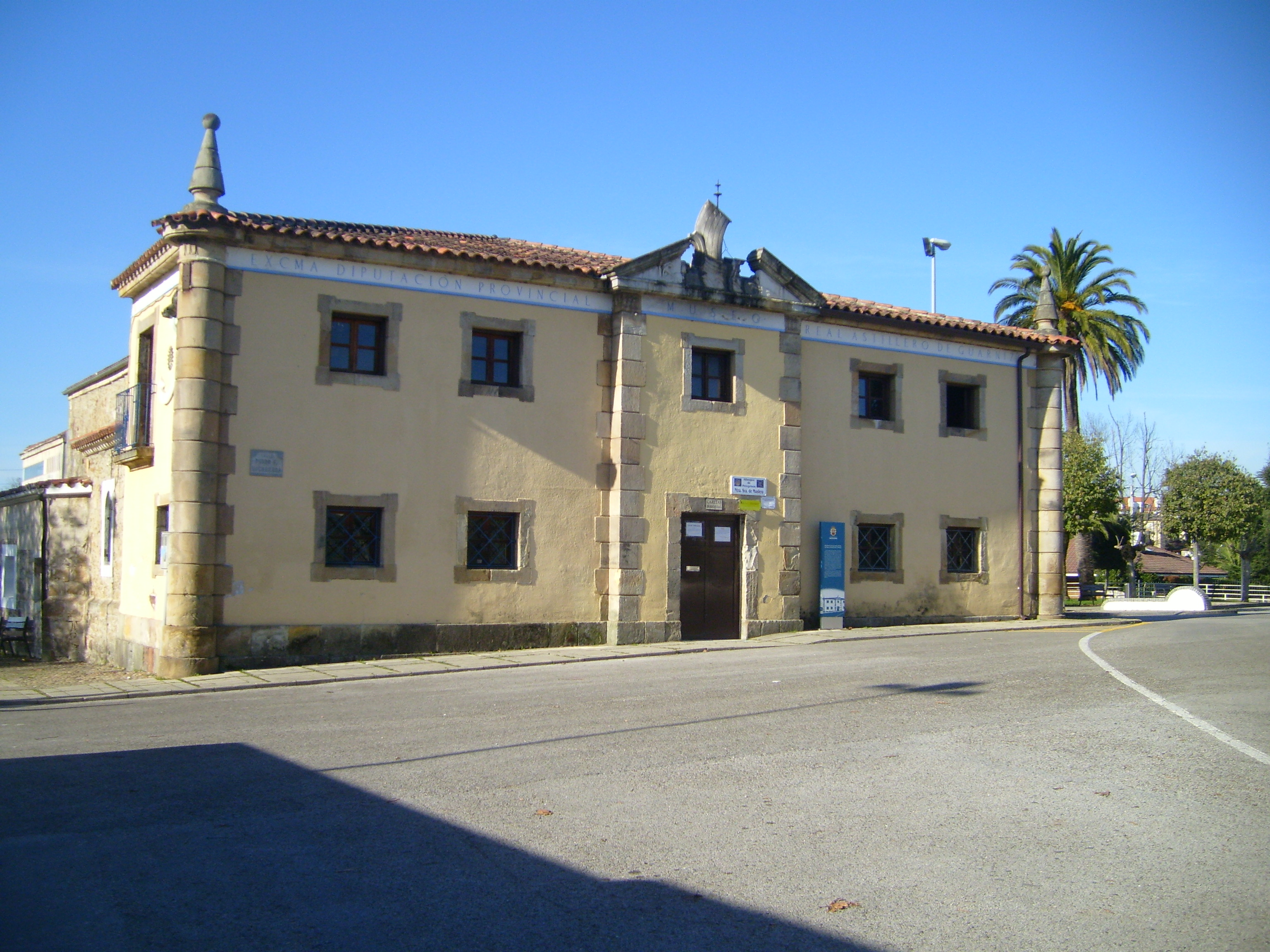
Fachada principal de la Residencia de los intendentes del Real Astillero de Guarnizo.

Adosado al ábside de la iglesia, se encuentra la Residencia de los intendentes del Real Astillero de Guarnizo. Es un edificio de planta cuadrangular y que fue construido a finales del siglo XVII, en su origen se dividía en dos cuerpos con dos plantas rematados con pirámides con bolas, el edificio sufrió una ampliación a mediados del siglo XVIII y se añadió un tercer cuerpo adosado e idéntico al primero. El cuerpo central se encuentra adelantado y rematado por un frontón triangular partido, los vanos presentan una decoración con marcos en orejera.
En 1948, la Diputación Provincial de Santander inauguró el Museo del Real Astillero de Guarnizo a petición del Centro de Estudios Montañeses en la residencia de los intendentes que cerró en 1968; sus piezas se encuentran en el Museo Marítimo del Cantábrico de Santander, actualmente es un albergue de peregrinos del Camino de Santiago. En las proximidades se encuentran tres cañones, fabricados en la Real Fábrica de Artillería de La Cavada y que estuvieron en varios navíos construidos en el Real Astillero de Guarnizo.